# Strongylodon macrobotrys

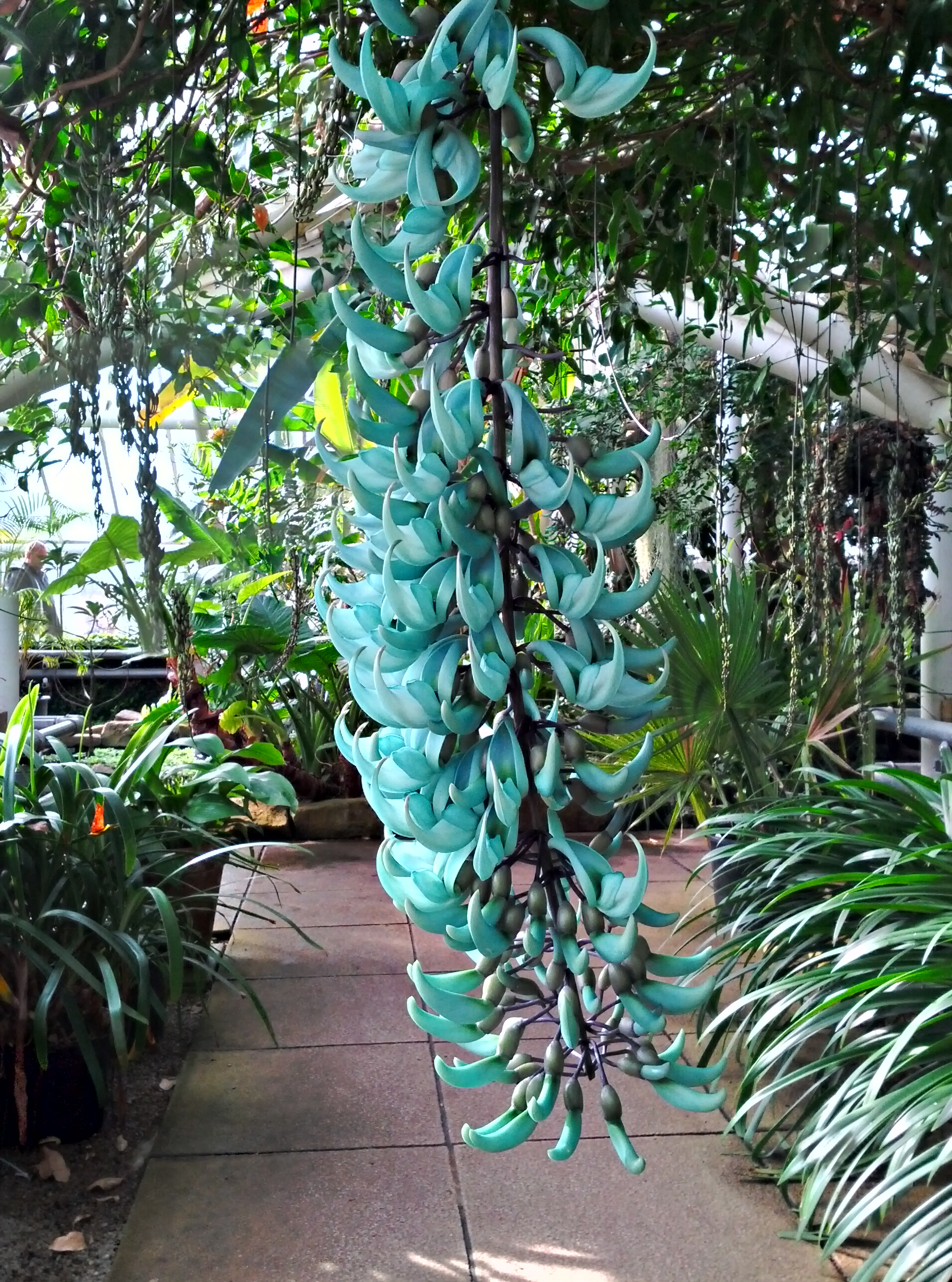
Blütenstand

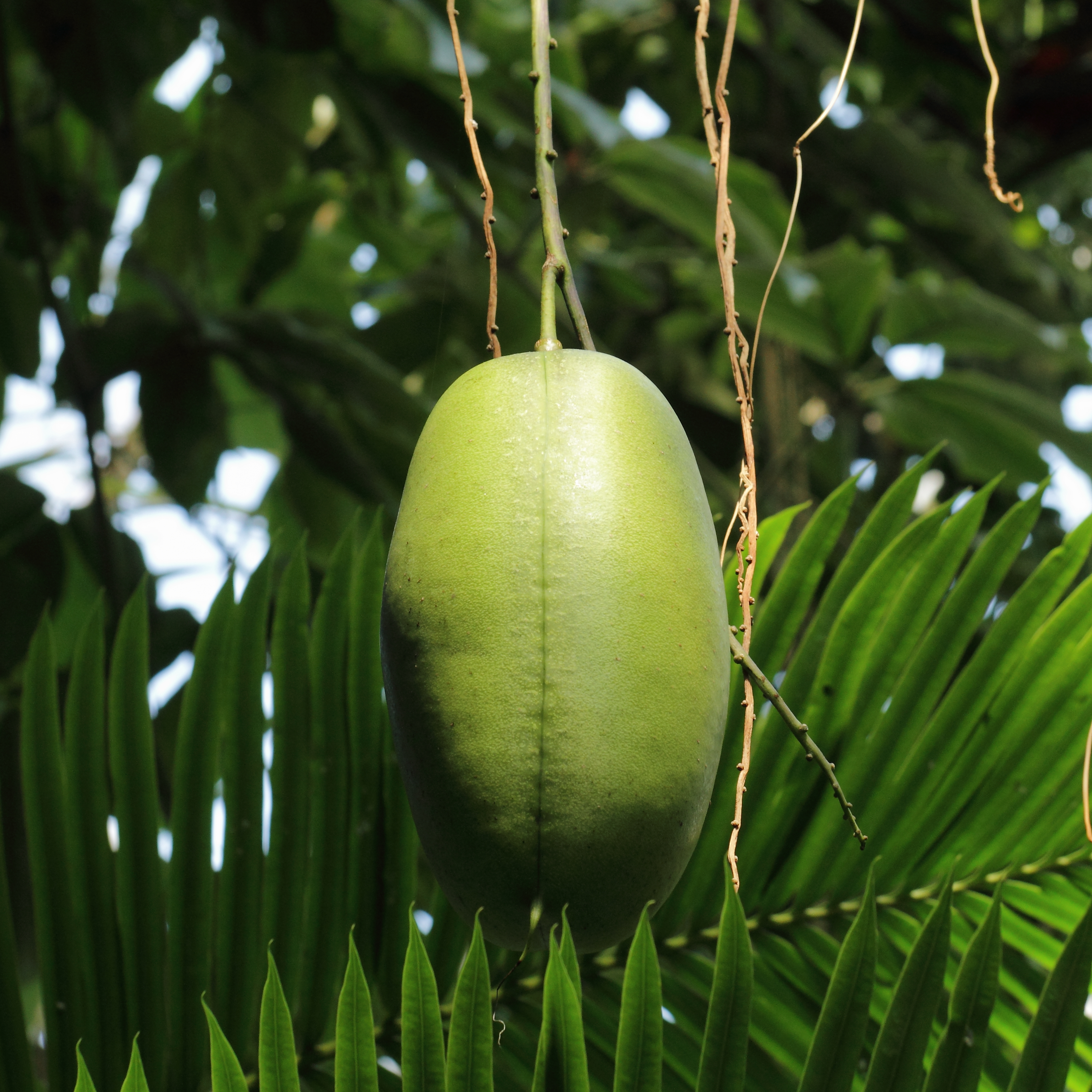
Frucht

Strongylodon macrobotrys oder der Jadewein, ist eine Pflanzenart in der Familie der Hülsenfrüchtler in der Unterfamilie der Schmetterlingsblütler aus den Philippinen.

## Beschreibung
Strongylodon macrobotrys wächst als immergrüne und verholzende Kletterpflanze, Liane, viele Meter weit und hoch. Die schlanken Sprossachsen sind kahl.
Die wechselständigen und gestielten Laubblätter sind dreizählig. Die kurz gestielten, ganzrandigen und spitzen bis zugespitzten oder geschwänzten, bis zu 16 Zentimeter langen Blättchen sind eiförmig bis verkehrt-eiförmig. An den Blatt- und Blättchenstielen sind Pulvini vorhanden. Die Nervatur ist dreizählig. Es sind meist abfallende Neben- und borstenförmige Nebenblättchen ausgebildet.
Es werden achselständige, lange, hängende und traubige Blütenstände gebildet, sie werden bis über 135 (bis 300) Zentimeter lang. Die duftlosen, zwittrigen und gestielten Schmetterlingsblüten sind jade-, türkisfarben. Der blau-violette bis grün-blaue, festledrige, becherförmige und außen kahle, gestutzte Kelch besitzt kleine Läppchen. Die eiförmige, spitze Fahne ist zurückgelegt und etwa so lang wie das Schiffchen. Das lange, spitze und teils verwachsene Schiffchen ist schnabelförmig gebogen, die zwei Flügel sind etwa halb so lang. Die 10 Staubblätter sind diadelpisch, eines ist frei. Der gestielte, gynophore und längliche Fruchtknoten ist fein behaart, mit langem, schlankem, kahlem Griffel und kleiner Narbe, die von feinen pinselförmigen Haaren verdeckt ist.
Die Blüten mit sehr ungewöhnlicher Blütenfarbe werden meist von Fledermäusen bestäubt, was für Hülsenfrüchtler ebenfalls selten ist. Ähnliche Blütenfarben besitzen z. B. Ixia viridiflora und Lachenalia viridiflora aus Südafrika.
Es werden grüne, aufgeblasene, mehrsamige, etwa 10–20 Zentimeter lange, bis 6–9,5 Zentimeter breite und bis 500 Gramm schwere, eiförmige bis verkehrt-eiförmige oder ellipsoide, ledrig-fleischige, bespitzte Hülsenfrüchte gebildet. Die bis zu 12 dunkelbraunen, unregelmäßig geformten Samen mit dünner Samenschale sind bis 4–6,5 Zentimeter groß.